# Al Sabkha
Al Sabkha è un quartiere di Dubai.

## Geografia fisica
Al Sabkha si trova nel settore settentrionale di Dubai nella zona di Deira (Dubai), è un centro residenziale e commerciale.